# Chamalychaeus expanstoma
Chamalychaeus expanstoma е вид охлюв от семейство Cyclophoridae.

## Разпространение
Видът е разпространен в Япония.